# Úrial
L'úrial (grup Ovis orientalis vignei), també conegus com els Arkars o Shapo, és un grup de subespècies de l'ovella silvestre Ovis orientalis. Són característiques els pelatges llargs i vermell marronosos durant l'hivern. Es troben a l'oest de l'Àsia central. L'altre grup de subespècies de O. orientalis és el Mufló (grup Ovis orientalis orientalis). Sovint s'han considerat els dos grups com espècies separades.

## Subspècies
El grup de subespècies vignei té sis subespècies:
- Afgà (O. o. cycloceros): sud de Turkmenistan, Afganistan, Iran
- Transcaspià (O. o. arkal): Ustjurt, Uzbekistan, nord de l'Iran i Kazakhstan
- Belutxistà (O. o. blanfordi)
- Bukhara (O. o. bochariensis): Uzbekistan, Tadjikistan, Turkmenistan, muntanyes al voltant d'Amudarià
- Punjab (O. o. punjabiensis)
- Ladakh (O. o. vignei): Ladakh i nord del Pakistan Caíxmir